# Erwin Sparendam
Erwin Sparendam (Paramaribo, 14 januari 1934 – De Meern, 20 september 2014) was een Surinaams voetballer die als verdediger speelde.
Sparendam speelde in Suriname voor SV Robinhood en kwam begin 1957 naar Nederland. Hij speelde twee seizoenen voor Blauw-Wit en daarna twee voor Elinkwijk. Vervolgens speelde Sparendam weer zeven jaar bij Blauw-Wit waarvoor hij meer dan 300 wedstrijden speelde. Na een jaar bij SC Gooiland speelde hij sinds 1969 weer voor Elinkwijk waar hij in 1974 stopte.

## Carrièrestatistieken
| Seizoen         | Club            | Land            | Competitie      | Competitie | Competitie | Beker | Beker | Internationaal | Internationaal | Overig | Overig | Totaal | Totaal |
| Seizoen         | Club            | Land            | Competitie      | Wed.       | Dlp.       | Wed.  | Dlp.  | Wed.           | Dlp.           | Wed.   | Dlp.   | Wed.   | Dlp.   |
| --------------- | --------------- | --------------- | --------------- | ---------- | ---------- | ----- | ----- | -------------- | -------------- | ------ | ------ | ------ | ------ |
| 1957/58         | Blauw-Wit       | Nederland       | Eredivisie      | 33         | 11         | –     | 0     | –              | –              | –      | –      | –      | 11     |
| 1958/59         | Blauw-Wit       | Nederland       | Eredivisie      | 25         | 9          | 1     | 0     | –              | –              | –      | –      | 26     | 9      |
| 1959/60         | Elinkwijk       | Nederland       | Eredivisie      | 27         | 2          | –     | –     | –              | –              | –      | –      | 27     | 2      |
| 1960/61         | Elinkwijk       | Nederland       | Eredivisie      | 28         | 5          | –     | 0     | –              | –              | –      | 0      | –      | 5      |
| 1961/62         | Blauw-Wit       | Nederland       | Eredivisie      | 24         | 4          | –     | 0     | –              | –              | –      | –      | –      | 4      |
| 1962/63         | Blauw-Wit       | Nederland       | Eredivisie      | 17         | 2          | –     | 0     | –              | –              | –      | –      | –      | –      |
| 1963/64         | Blauw-Wit       | Nederland       | Eredivisie      | 27         | 9          | –     | 0     | –              | –              | –      | –      | –      | 9      |
| 1964/65         | Blauw-Wit       | Nederland       | Eerste divisie  | 27         | 0          | –     | 0     | –              | –              | –      | –      | –      | 0      |
| 1965/66         | Blauw-Wit       | Nederland       | Eerste divisie  | 28         | 0          | –     | 0     | –              | –              | –      | –      | –      | 0      |
| 1966/67         | Blauw-Wit       | Nederland       | Eerste divisie  | 23         | 2          | –     | 0     | –              | –              | –      | –      | –      | 2      |
| 1967/68         | Blauw-Wit       | Nederland       | Eerste divisie  | 34         | 0          | –     | 0     | –              | –              | –      | –      | –      | 0      |
| 1968/69         | Blauw-Wit       | Nederland       | Eerste divisie  | 31         | 0          | 0     | 0     | –              | –              | –      | –      | 31     | 0      |
| 1969/70         | Elinkwijk       | Nederland       | Eerste divisie  | 31         | 2          | –     | 0     | –              | –              | –      | –      | –      | 2      |
| 1970/71         | SC Gooiland     | Nederland       | Tweede divisie  | 32         | 0          | 0     | 0     | –              | –              | –      | –      | 32     | 0      |
| Carrière totaal | Carrière totaal | Carrière totaal | Carrière totaal | 387        | 46         | –     | 0     | 0              | 0              | –      | 0      | –      | –      |